# HD222275
HD222275 — хімічно пекулярна зоря спектрального класу A2, що має видиму зоряну величину в смузі V приблизно  6,6.
Вона  розташована на відстані близько 4530,0 світлових років від Сонця.